# 劉品薇
劉品薇（1994年8月1日—）畢業於國立政治大學新聞學系。曾於2015年至2017年中擔任中視新聞台記者、主播，2017年底跳槽民視新聞台記者兼任主播，2020年起擔任民視無線台《民視七點晚間新聞》主播、《民視午夜新聞》主播。

## 學歷
- 國立政治大學新聞學系

## 經歷
- 中視新聞台民生組記者、主播、氣象主播、主持人。

## 播報節目

### 新聞與節目
| 頻道       | 節目           | 身份           | 播出時間                          | 主持日期               | 備註     |
| 民視無線台 | 《晚間新聞》   | 台語主播       | 周一至周二、周四至周五18:57~19:59 | 2018.11開始周一至周五  | 目前時段 |
| 民視新聞台 | 《夜線新聞》   | 主播           | 周一至周五22:58~23:58             | 2019開始周一至周五     | 目前時段 |
| 民視新聞台 | 《午夜新聞》   | 主播           | 周一至周五23:58~00:58             | 2020.6.1開始周一至周五 | 目前時段 |
| 民視新聞台 | 《台灣向前行》 | 政論節目主持人 | 每周六14:00~16:00                 |                        |          |
| 民視台灣台 | 《青春異言堂》 | 專題節目主持   |                                   | 2018.12開始            | 目前時段 |

## 外部連結
- 民視新聞網：劉品薇 （页面存档备份，存于）
- 劉品薇的Facebook專頁